# St.-Laurentius-Kirche (Zuchau)

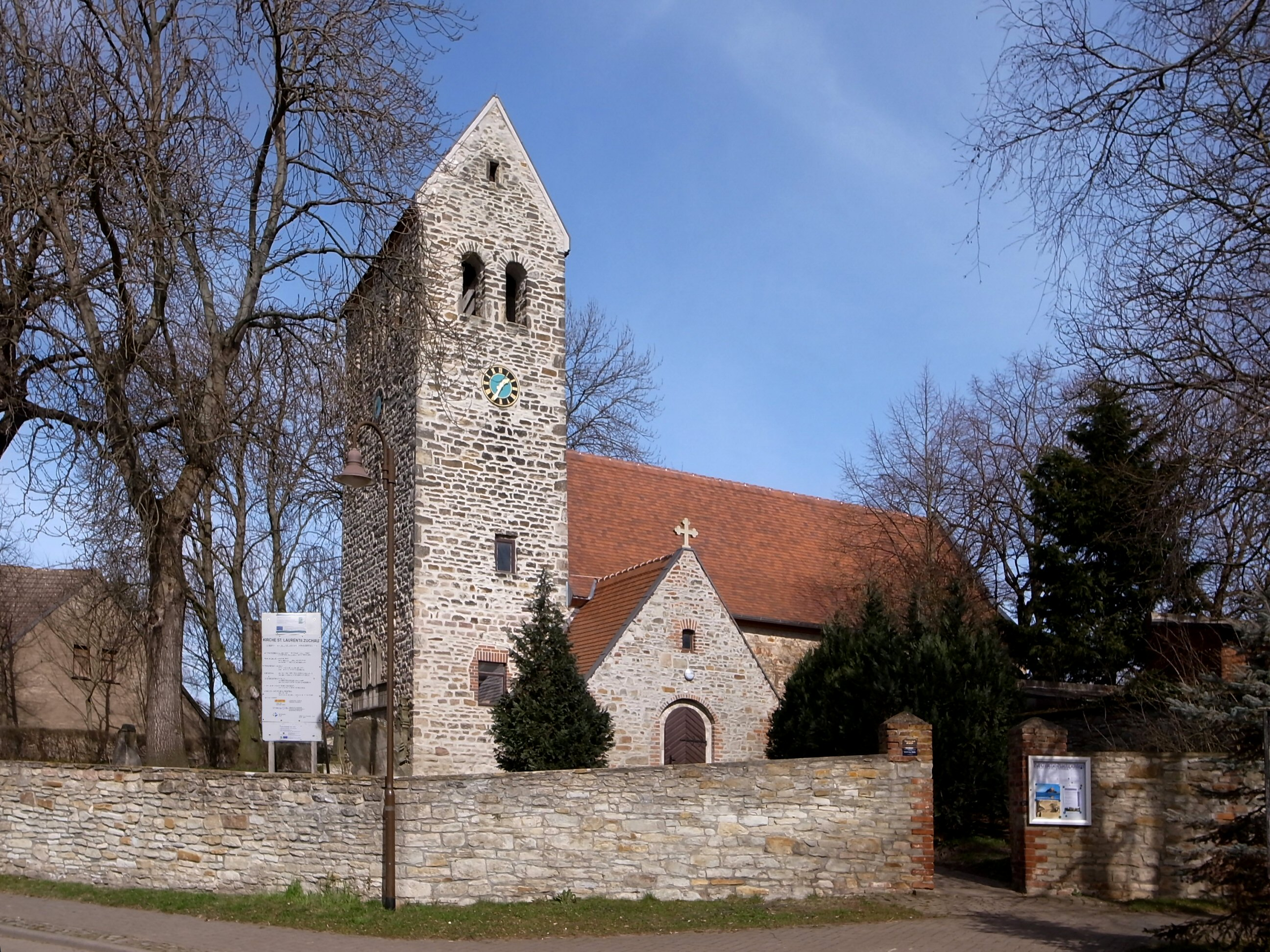
Südwestansicht (2015)

Die auf das 11. Jahrhundert zurückgehende evangelische St.-Laurentius-Kirche im Barbyer Ortsteil Zuchau ist das älteste Bauwerk des Ortes.

## Geschichte und Beschreibung
Sie entstand als eine aus Bruchsteinen errichtete Wehrkirche mit einem markanten querrechteckigen Turm („Sachsenturm“) und dem rechteckigen Langhaus. Beide Gebäudeteile wurden durch eine Doppelarkade verbunden. Wann der querhausartige Anbau an der Südseite geschaffen wurde, ist nicht überliefert. Aus dem 12. Jahrhundert stammt das Säulenportal an der Südfront, das in einem Tympanon reliefartige Tierdarstellungen zeigt. Die Säulen sind mit unterschiedlichen Schmuckelementen verziert. Alle Gebäudeteile sind mit einem Satteldach gedeckt. 1739 wurden am Kirchenschiff barockisierende Umbauten vorgenommen, 2011 begannen umfangreiche Sanierungsarbeiten am Dach und den Außenmauern. In diesem Zusammenhang bekam der Querhausanbau ein Giebelkreuz.
Der Innenraum des Kirchenschiffs wird mit einer Holztonnendecke abgeschlossen, die ehemals mit einem Sternenhimmel bemalt war. Aus romanischer Zeit ist der Taufstein erhalten. Aus der Ära der barocken Umgestaltung stammen der Kanzelaltar, das Gestühl mit seiner bekrönenden Schnitzerei und die bemalten Emporen. Die Orgel ist derzeit nicht bespielbar. Das Geläut der Kirche besteht aus drei Glocken, von denen die älteste aus dem Jahr 1350 stammt.